# 辛未洋擾
辛未洋擾為1871年6月10日至11日美國與朝鮮王朝之間的戰爭。這是繼丙寅洋擾之後的另一個朝鮮與外國的衝突事件。

## 經過
- 1866年，美國商船「舍門將軍號」駛至平壤，船員靠岸後與當地居民發生衝突，更有部份船員被殺害。
- 美國追究此事，派亞洲分艦隊（英语：Asiatic Squadron）艦隻攻打江華島，並派軍登陸，是為「辛未洋擾」。[1]

## 影響
兴宣大院君執政能夠成功解決兩次洋擾，對鞏固王朝有很大的作用。大院君将两次洋扰的胜利归功於鎖國政策，于是国门进一步紧闭，并在全国各地竖立他手书的“斥和碑”，上刻：“洋夷侵犯，非战则和，主和卖国，戒我万年子孙”。大院君发动全国群众，将斥和攘夷运动推向高潮，掀起国防建设。现在史学界认为锁国政策是使近代朝鲜落后于世界的重要原因，应该批判。也有人认为大院君内心的真实想法是收拾烂摊子、充实国力之后再开放国门。
興宣大院君希望朝鮮國能與列强平等友好地交往而非被动挨打，他给美国的信写道：“天地之大，万方群生，含弘覆载，咸遂其性。东方、西国各修其政，各安其民，熙熙雍雍，无相侵夺，是为天地之心。苟或不然，上干天怒，不祥莫甚，贵大人岂不知此理哉？”

## 画像

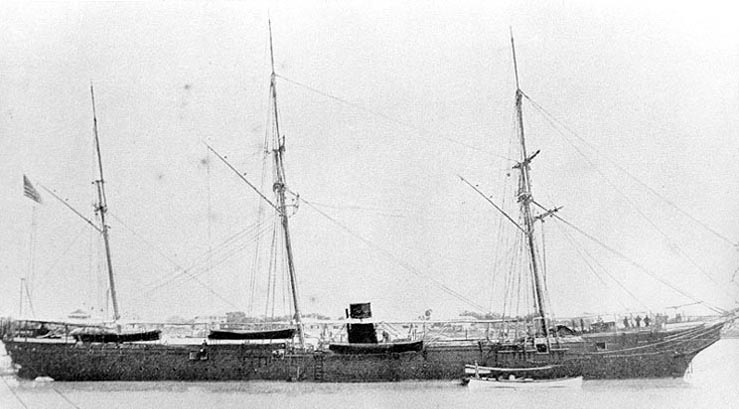
Wachusett号（1867年）
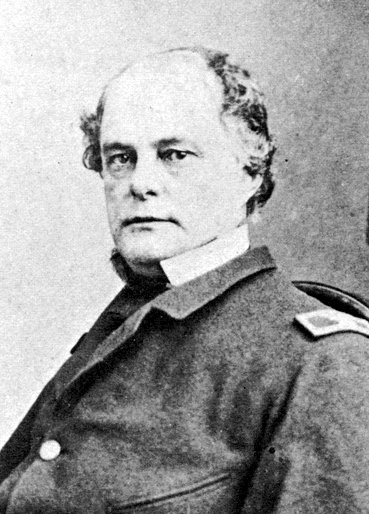
司令官
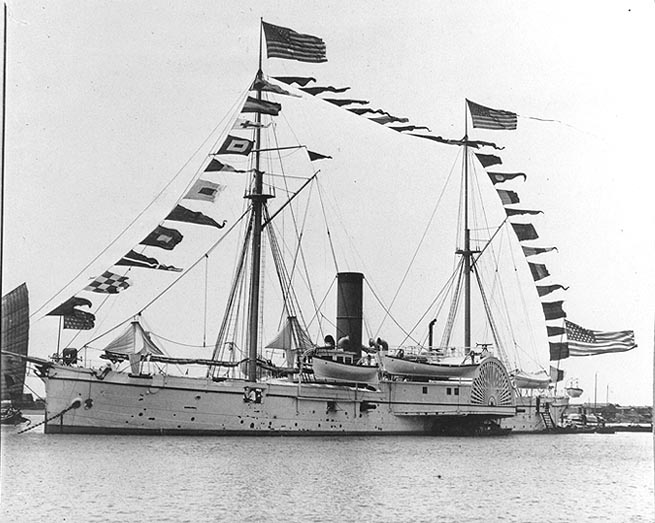
蒙諾嘉斯號（英语：USS Monocacy (1864)）
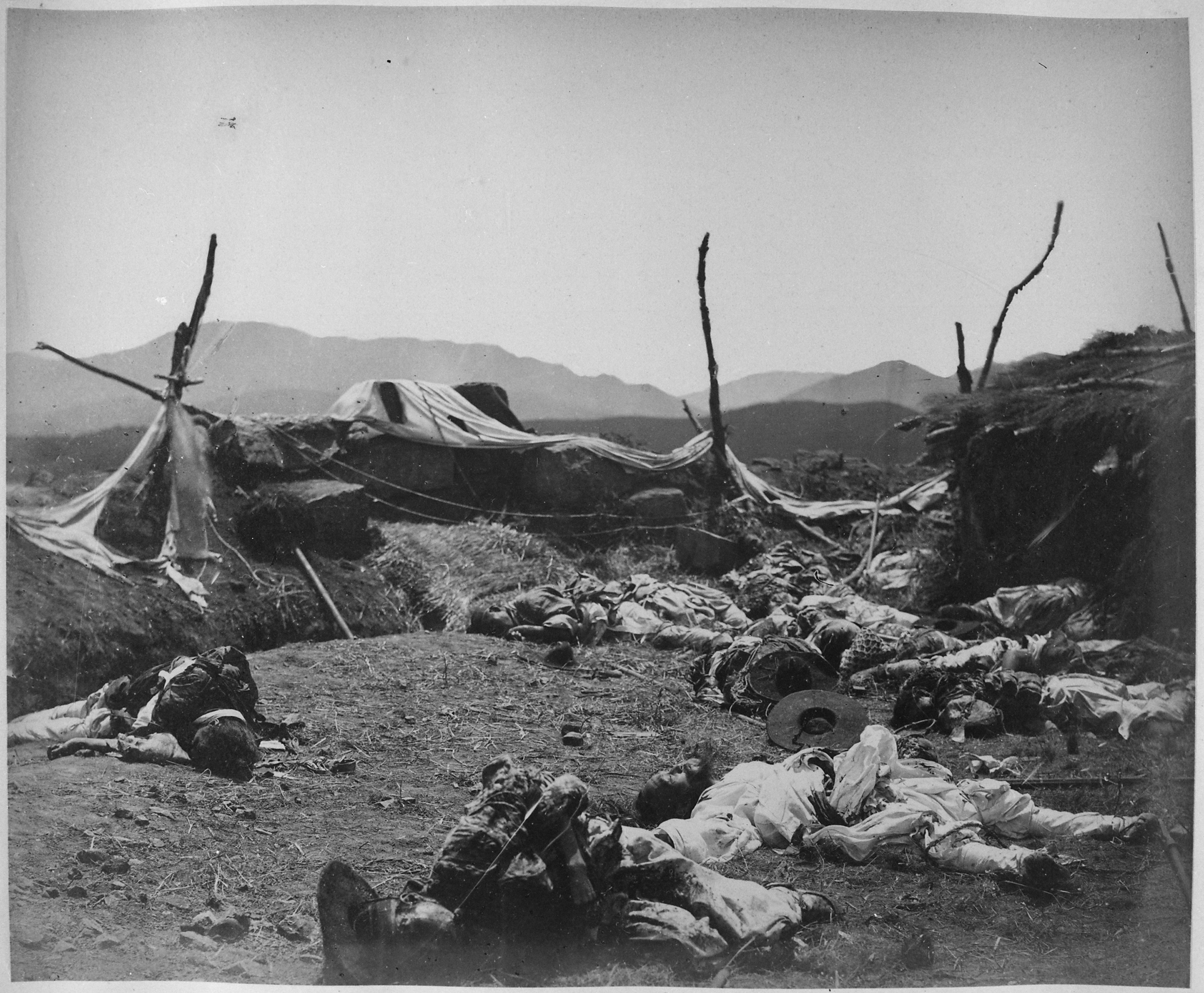
陷落直後广城鎮内
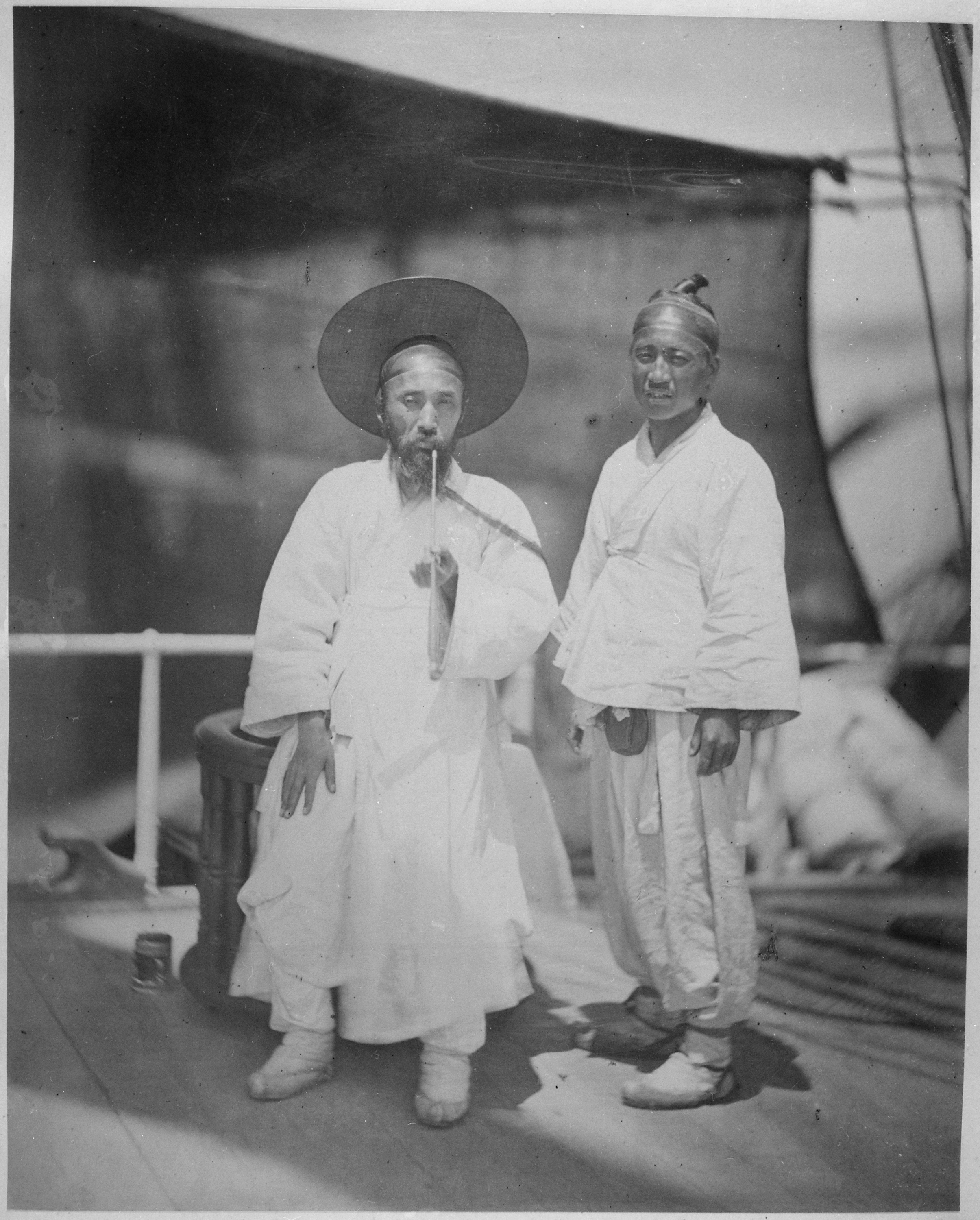
科羅拉多號（英语：USS Colorado (1856)）上的朝鮮急使
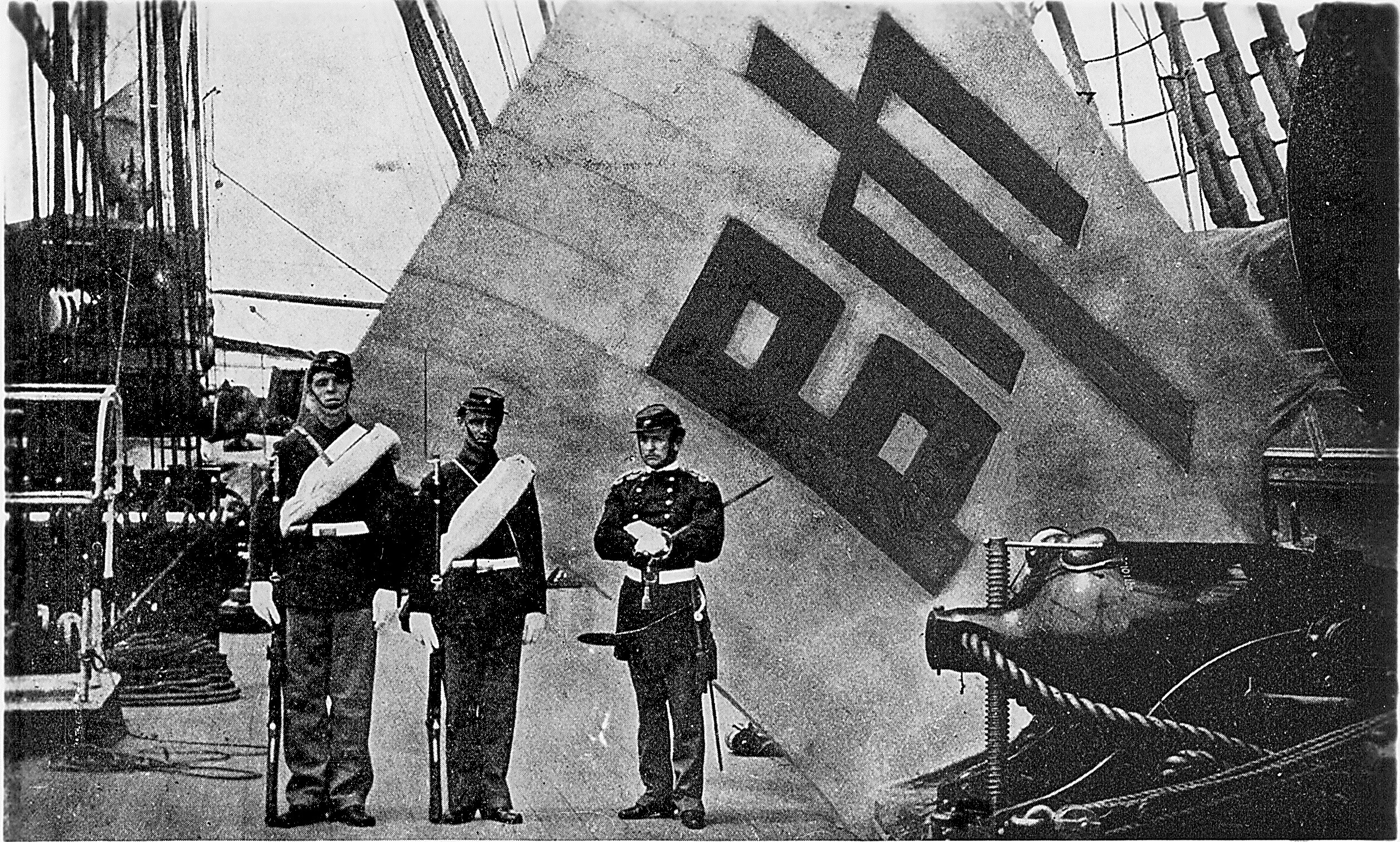
科羅拉多號上的帅字旗（1871年6月）
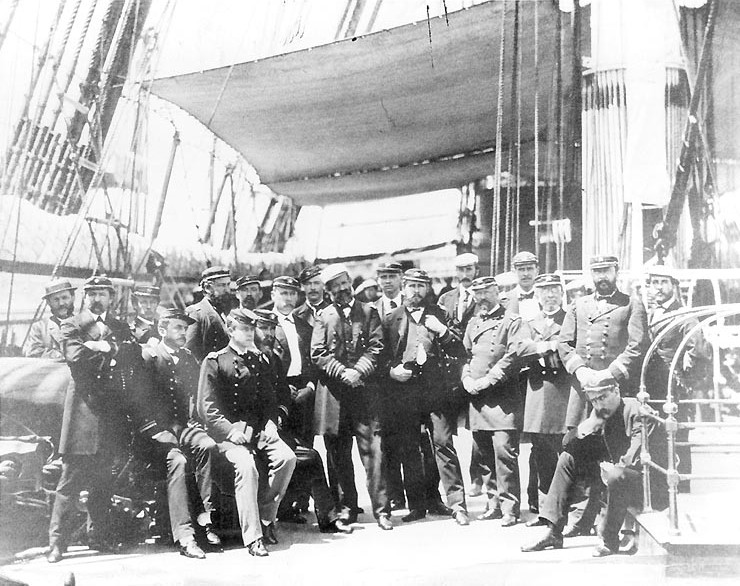
科羅拉多號上的军官（1871年6月）